# Luis Güemes
Luis Güemes (Salta, 6 de febrero de 1856 - Buenos Aires, 9 de diciembre de 1927) fue un médico, investigador y político argentino.

## Biografía
Era hijo de Luis Güemes y Rosaura Castro, y nieto del general Martín Miguel de Güemes, caudillo de la independencia. Después de realizar estudios secundarios en el Colegio Nacional de Salta, ingresó en la Facultad de Medicina de la Universidad de Buenos Aires en 1873, obteniendo su doctorado en 1879 con una tesis sobre Medicina moral, en la que sostenía que era necesario para el médico "conocer al hombre entero, en su doble esencia física y moral". Luego de graduarse viajó a Europa, inscribiéndose como simple estudiante en La Sorbona, en París, donde obtuvo un nuevo doctorado en 1887 con una tesis sobre Hemosalpingitis.
Regresó a la Argentina en 1889, y tras varios años de ejercicio de la profesión fue designado en 1897 titular de la recién creada cátedra de Clínica Médica de la Universidad de Buenos Aires. Previamente, en 1895, había sido elegido académico de número de la Academia Nacional de Medicina donde ocupó el sitial número seis; su discurso de aceptación se tituló "Exactitud en Medicina". En 1907 fue elegido senador nacional por su provincia natal, llegando a ocupar la vicepresidencia y la presidencia provisional del cuerpo. Fue decano de la Facultad de Medicina de la Universidad de Buenos Aires, desde donde impulsó la investigación en las más diversa áreas, como Radiología Veterinaria, la cual instituyó en la Facultad de Ciencias Veterinarias, abriendo las puertas a la Radiología en Argentina. En 1921 se retiró de la cátedra que había dirigido por más de 25 años.

## Homenajes
- El Hospital Interzonal General de Agudos "Dr. Luis Güemes", en Haedo, (Buenos Aires).
- Un monumento ubicado en la antigua Facultad de Medicina de la Universidad de Buenos Aires, obra del escultor Agustín Riganelli, inaugurado el 7 de diciembre de 1937.
- El estadio del Club Atlético Central Norte de Salta se denomina "Dr. Luis Güemes".